# Nebetah
Nebetah (tiếng Ai Cập: nb.t-ꜥḥ) là một công chúa Ai Cập cổ đại sống vào thời kỳ Vương triều thứ 18. Tên gọi của công chúa có thể tạm dịch là "Nữ chúa của những Cung điện".

## Thân thế
Nebetah là một người con gái ít được biết đến của Pharaon Amenhotep III và vương hậu Tiye, tương tự Beketaten. Joyce Tyldesley cho rằng, Beketaten có thể là tên khác của công chúa Nebetah.
Nebetah chỉ được biết đến duy nhất trên bức tượng JE33906, hiện đang được lưu giữ tại Bảo tàng Ai Cập. Bức tượng này được tạc từ đá nguyên khối, cao 7 mét, khắc họa hình ảnh Amenhotep III và Tiye. Đứng dưới họ là 3 người con gái nhưng chỉ có một bức tượng tương đối còn nguyên vẹn ở giữa hai người, đó là tượng của Henuttaneb, tượng Nebetah nhỏ hơn (hư hỏng phần lớn) ở phía bên phải Amenhotep và công chúa còn lại (bên trái Henuttaneb, tượng không còn) không rõ tên.
Nebetah chưa từng được phong làm Vương hậu Chánh cung ("Great Royal Wife") như hai Sitamun và Iset, có thể là cả Henuttaneb (Henuttaneb tuy không được phong hậu nhưng lại được nhận các đặc quyền như vương hậu). Có vẻ như, Nebetah còn quá nhỏ để được như các chị của mình.

## Xác ướp "Younger Lady"
Qua kết quả xét nghiệm DNA, xác ướp mang tên gọi Younger Lady đã được xác định là mẹ đẻ của Pharaon Tutankhamun, và người này cũng là chị em ruột với Akhenaten, tức Younger Lady cũng là con của Amenhotep III và Tiye. Nebetah hoặc Beketaten, theo phỏng đoán, có thể là chủ nhân của xác ướp này và là mẹ của Tutankhamun.